# Shunsuke Serizawa
Shunsuke Serizawa, född 1948, är en japansk botaniker.
Auktorsnamnet Seriz. kan användas för Shunsuke Serizawa i samband med ett vetenskapligt namn inom botaniken; se Wikipediaartiklar som länkar till auktorsnamnet.
Han har enligt IPNI beskrivit 137 arter inom släktena Araceae, Dennstaedtiaceae, Dryopteridaceae, Euphorbiaceae, Hymenophyllaceae, Ophioglossaceae, Polypodiaceae, Rosaceae, Selaginellaceae, Thelypteridaceae och Woodsiaceae 

## Publikationer
- 1999 Noriaki Murakami, Mikio Watanabe, Jun Yokoyama, Yoko Yatabe, Hisako Iwasaki & Shunsuke Serizawa: Molecular Taxonomic Study and Revision of the Three Japanese Species of Asplenium sect. Thamnopteris, Journal of Plant Research. 112 (1) sidorna 15–25
- 2003 Assessing the impact of the Japanese 2005 World Exposition Project on vascular plants' risk of extinction
- 2004 Self-organization phenomena and decaying self-similar state in two-dimensional incompressible viscous fluids
- 2014 Crisis of Japanese vascular flora shown by quantifying extinction risks for 1618 taxa